# François Bise
François Bise (* 1928 in Talloires; † 1983 ebenda) war ein französischer Koch und Gastronom.

## Leben

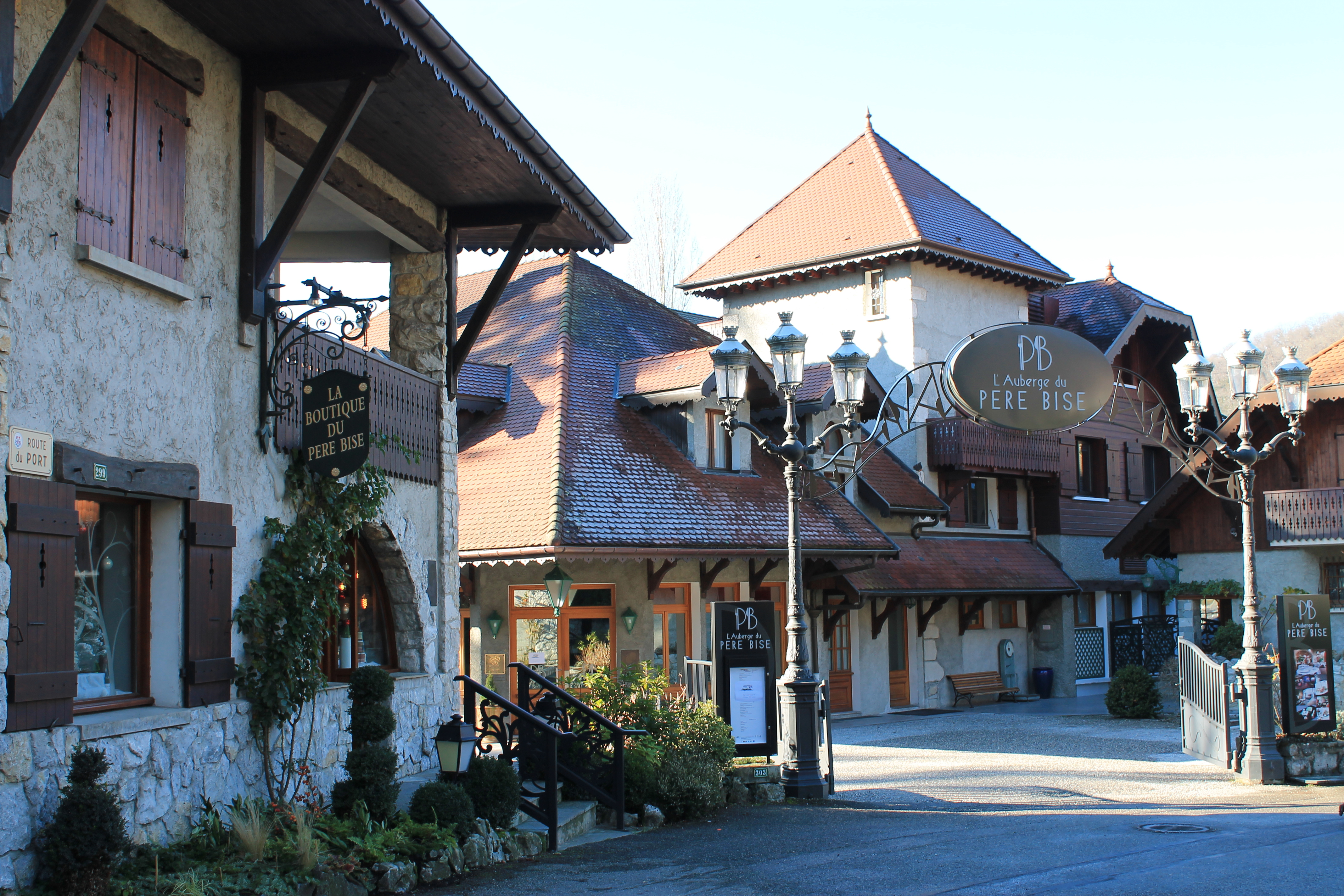
Auberge du Père Bise

François Bise war der Sohn von Marguerite Bise (1898–1965), die Köchin und Gastronomin in der Auberge du Père Bise in Talloires am Ufer des Lac d’Annecy war. Sie war 1951 die dritte Frau, deren Restaurant mit drei Michelinsternen ausgezeichnet wurde.
François Bise wurde beim Vater der modernen französischen Küche, Fernand Point, ausgebildet. 1951 kehrte er zum Restaurant der Familie zurück. 1965 starb seine Mutter.
1968 wurde er Küchenchef der Auberge du Père Bise. Das Restaurant wurde weiter mit drei Sternen ausgezeichnet.
Bise starb 1983 an Krebs. Seine Frau Charlyne führte das Restaurant weiter; von 1987 bis 2016 war Tochter Sophie Bise Küchenchefin.
2016 wurde das Restaurant von Jean Sulpice (* 1978) übernommen, es ist seit vielen Jahren mit zwei Michelinsternen ausgezeichnet.

## Auszeichnungen
- 1966–1983: Drei Michelinsterne[4]